# Elvenking
Elvenking est un groupe de folk et power metal italien. Le style musical du groupe mêle des éléments de musique classique, heavy metal, hard rock, pop, et musique progressive.

## Biographie

### Débuts (1997–2000)
Elvenking est formé en octobre 1997 par deux amis guitaristes, Aydan et Jarpen, partageant tous les deux une passion pour le heavy metal et le folk. Malgré le recrutement rapide de Sargon comme bassiste, le groupe rencontre de nombreux problèmes de formation qui l’empêchent de se développer. En mars 1998, Damnagoras rejoint le groupe comme chanteur, suivi par le batteur Zender en septembre. C'est seulement après l'arrivée de ces deux musiciens que le groupe trouvera une stabilité dans sa formation.
Le but principal d'Elvenking était de créer un groupe mêlant power metal et folk. Après s'être produit plusieurs fois, le groupe décide d'enregistrer une démo, To Oak Woods Bestowed, courant 2000. Damnagoras réalisa à la fois le chant et la basse sur cette démo, car Sargon avait quitté le groupe auparavant. Cependant la démo rencontre un succès suffisant pour permettre au groupe de signer sur le label allemand AFM Records. Quelque temps après, Gorlan, un ami d'Aydan et de Jarpen, rejoint le groupe en tant que bassiste.

### Six premiers albums (2001–2010)

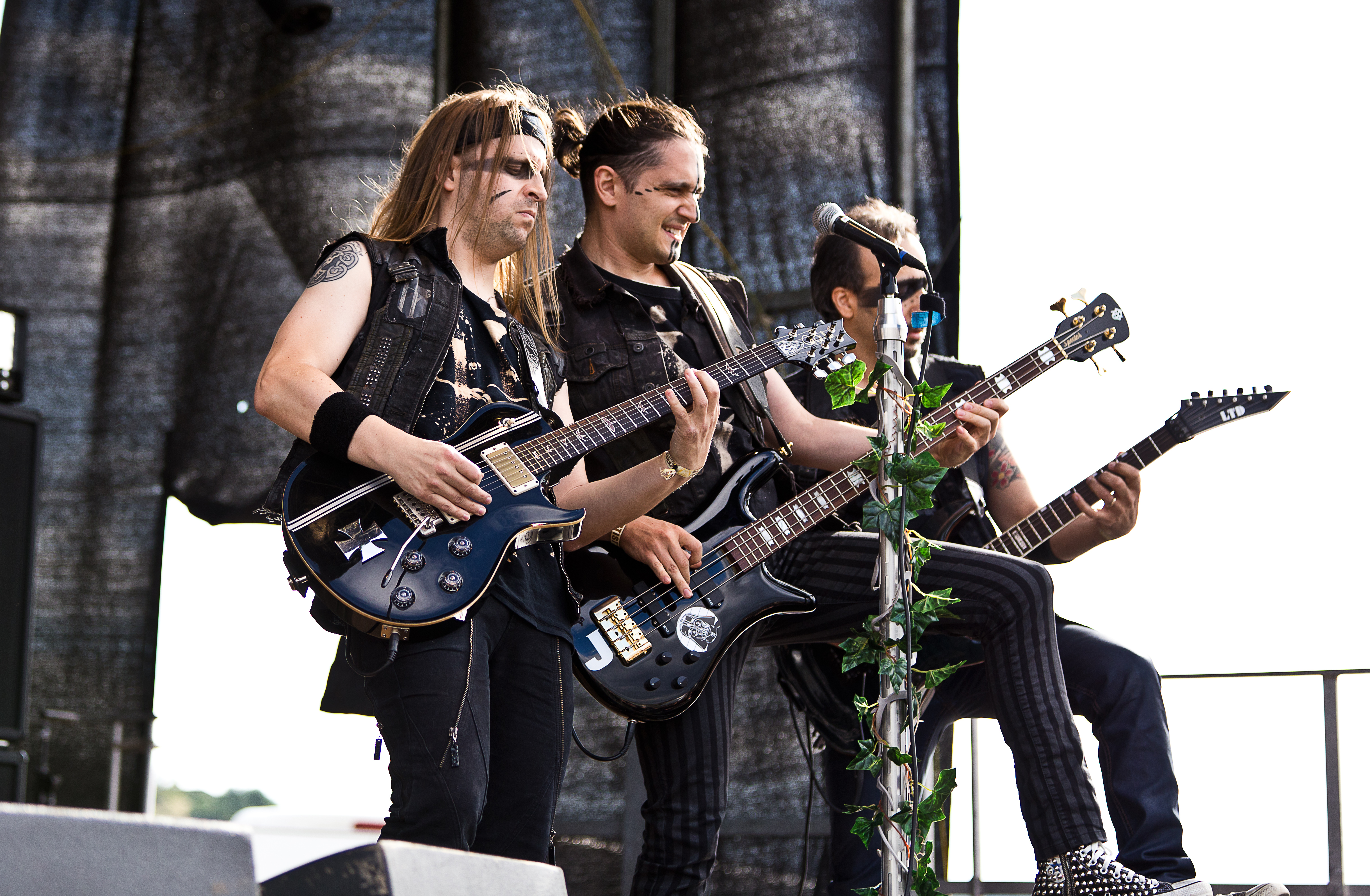
Elvenking, en 2015.

Le premier album studio, Heathenreel, est enregistré au New Sin Audio Design par Luigi Stefanini, et mixé au Fredman Studios par Fredrik Nordstrom. La couverture est réalisée par Travis Smith et le logo du groupe est imaginé par J.P. Fournier, qui avait également produit des couvertures pour Avantasia et Immortal. L'album est publié le 23 juillet 2001 et est très bien accueilli par la presse spécialisée. La tournée qui s'ensuit parcourt l'Europe, ainsi que des festivals aux côtés d'autres groupes très célèbres comme Blind Guardian, Gamma Ray, Edguy et Virgin Steele.
En août 2002, pour des raisons de santé, Damnagoras quitte le groupe. Elvenking recrute un nouveau vocaliste, Kleid, qui amène avec lui un esprit résolument folk dans le groupe. Elyghen arrive également peu après comme violoniste et claviériste. C'est avec cette formation que le groupe publie son deuxième album, Wyrd, enregistré aux Gernhart Studios avec Martin Buchwalter, mixé au House of Music Studios avec Achim Kolher, publié le 19 avril 2004. Cet album s'inscrit toujours plus dans le style personnel que développe le groupe. Vers la fin de 2004, Damnagoras reprend sa place dans le groupe, reprenant le poste qu'il avait laissé à Kleid, et Elvenking commence à travailler sur son troisième album, The Winter Wake.
Le 4 février 2005, Jarpen, guitariste et membre fondateur quitte Elvenking. The Winter Wake est sorti le 11 mars 2006. Le 14 septembre 2007 est publié le quatrième album studio du groupe, The Scythe, suivi d'un album acoustique un an plus tard, le 14 novembre 2008, Two Tragedy Poets... and a Caravan of Weird Figures, avec notamment la reprise Heaven Is a Place on Earth de Belinda Carlisle. Le premier single du groupe, From Blood to Stone, publié en téléchargement payant, est également inclus sur l'album. En janvier 2009, le groupe annonce que Rafahel, qui avait déjà joué quelques concerts avec le groupe, fait maintenant officiellement partie du groupe. En septembre 2009, le groupe annonce que Lethien devient le nouveau joueur de violon du groupe qui soutiendra les autres membres surtout durant les concerts. Le groupe annonce prendre la place de Elyghen avant que celui-ci retourne en Italie. Mais le groupe ne mentionne pas pour quelles raisons Elyghan se trouve hors d'Italie, et ne fait plus partie du groupe pour le moment.
Le 9 février 2010, Dennis Ward est annoncé à la production du nouvel album d'Elvenking, avec Mat Sinner comme producteur exécutif. Les enregistrements se font le 20 mars. L'album, intitulé Red Silent Tides, est publié le 17 septembre 2010 en Europe, et le 9 novembre en Amérique du Nord. Après la sortie de Red Silent Tides, le groupe se lance en tournée européenne notamment aux côtés de Primal Fear.

### Derniers albums (depuis 2011)

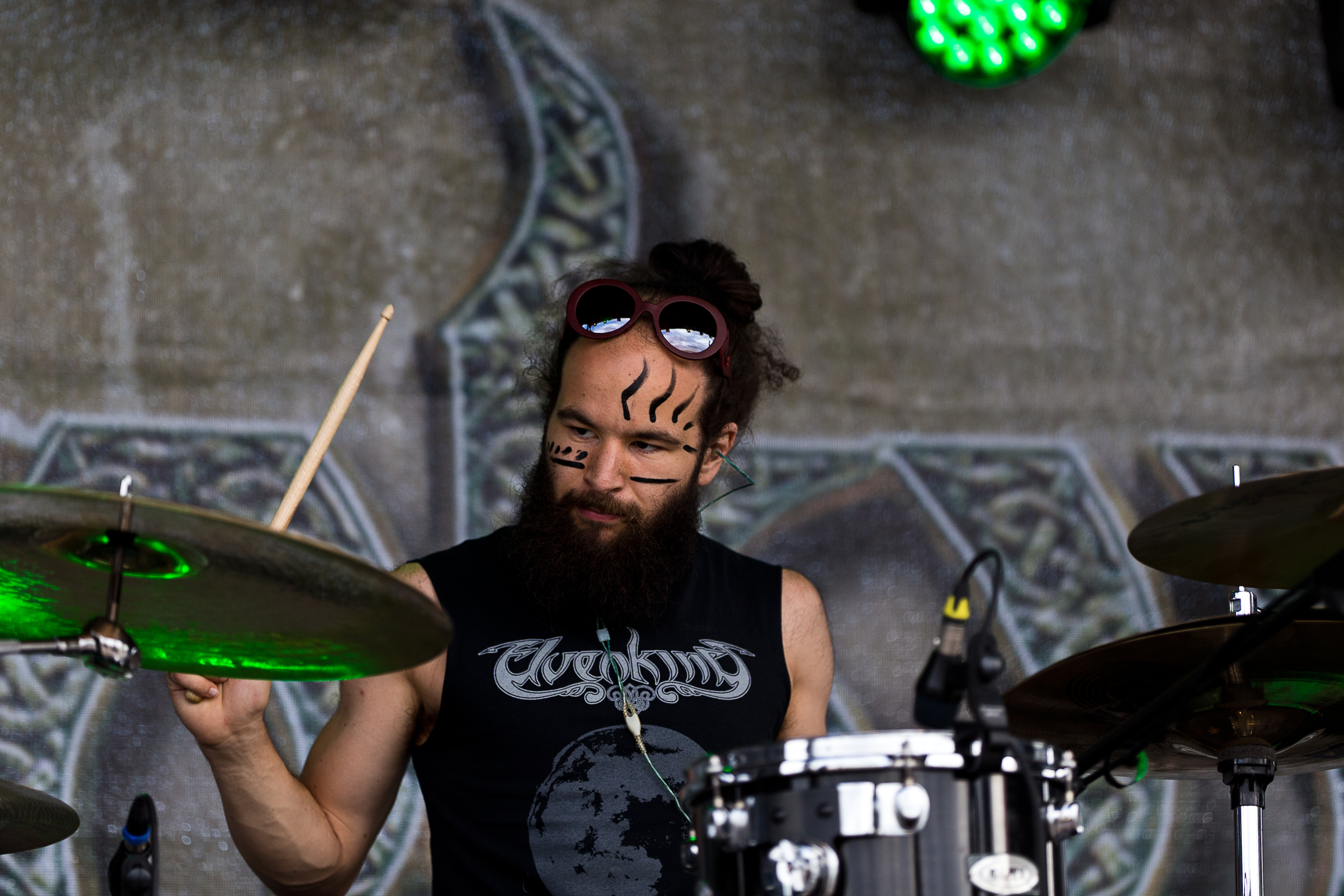
Symohn.

Au début de 2011, le batteur Zender quitte le groupe et est remplacé par Symohn. Les enregistrements d'un nouvel album se fait l'année suivante, en février 2012. Era est publié en septembre 2012, et assiste à un retour du groupe dans ses racines pagan metal. Le même mois, le groupe publie la vidéo du single The Loser issu de l'album. Le groupe fait son entrée en studio en décembre 2013. Elvenking publie son huitième album studio, intitulé Pagan Manifesto, le 9 mai 2014 au Royaume-Uni et le 27 mai 2014 aux États-Unis, avec la même formation pour leur précédent opus. Le premier single, Elvenlegions, est publié sur Soundcloud et est dédié aux fans. La vidéo de la chanson est publiée en avril. La chanson King of the Elves contient un medley de White Willow, une chanson de leur premier album, Heathenreel.
En novembre 2015, le groupe publie un clip de la chanson Pagan Revolution. Le clip est issu du coffret DVD/2CD intitulé The Night of Nights - Live annoncé pour la 4 décembre 2015 en Europe, et le 22 janvier 2016 en Amérique du Nord au label AFM Records.

## Membres

### Membres actuels
- Damnagoras – chant
- Aydan – guitare
- Rafahel - guitare
- Jakob – basse
- Symohn – batterie
- Lethien – violon

### Anciens membres
- Jarpen – guitare, chant (1997-2005)
- Kleid (Massimo Bottiglieri) – chant (2002-2004)
- Gorlan - basse (1998-2011)
- Zender - batterie (1998-2011)

## Discographie

### Albums studio
- 2001 - Heathenreel
- 2004 - Wyrd
- 2006 - The Winter Wake
- 2007 - The Scythe
- 2008 - Two Tragedy Poets (...and a Caravan of Weird Figures)
- 2010 - Red Silent Tides
- 2012 - Era
- 2014 - The Pagan Manifesto
- 2017 - Secrets of the Magick Grimoire
- 2019 - Reader of the Runes: Divination
- 2023 - Reader of the Runes: Rapture
- 2025 - Reader of the Runes: Luna

### Albums live
- 2015 : The Night of Nights - Live

### Démos
- 2000 : To Oak Woods Bestowed

### Singles
- 2007 : The Divided Heart
- 2007 : From Blood to Stone
- 2014 : Elvenlegions
- 2017 : Draugen's Maelstrom
- 2017 : The Horned Ghost and the Sorcerer
- 2017 : Invoking the Woodland Spirit